# هفت و نیم دور
هفت و نیم دور (به هندی: 7½ Phere) فیلمی محصول سال ۲۰۰۵ و به کارگردانی ایشان تریوادی است. در این فیلم بازیگرانی همچون جوهی چاولا، عرفان خان، مانوج پاهوا، نینا کولکارنی، آنانگ دسای، نیناد کامات، مانینی میشرا ایفای نقش کرده‌اند.